# ادوارد باغداساریان
ادوارد هوهانسی باغداساریان (ارمنی: Էդուարդ Հովհաննեսի Բաղդասարյան؛ زاده ۱۴ نوامبر ۱۹۲۲ – درگذشته ۵ نوامبر ۱۹۸۷) آهنگساز و نوازنده پیانو اهل ارمنستان بود.

## زندگی‌نامه
وی در ۱۴ نوامبر ۱۹۲۲ در ایروان به دنیا آمد و از کنسرواتوار دولتی کومیتاس ایروان و کنسرواتوار دولتی وانو ساراجیشویلی تفلیس فارغ‌التحصیل شد. وی برنده جوایزی چهره هنری شایسته ارمنستان شوروی (۱۹۶۳) همچون شد. وی در ۵ نوامبر ۱۹۸۷ در سن ۶۴ سالگی در ایروان درگذشت و در آرامستان مرکزی ایروان (توخماخ) به خاک سپرده شد.